# Berd
Berd (russisk: Бердь) er en flod i Rusland. Den er en højre biflode til Ob.
Floden begynder i vesthellingen på Salairryggen, og løber 30 km i Altaj kraj, før den krydser grænsen til Novosibirsk oblast. Den munder ud i Berdskbugten i Novosibirsk-reservoiret, som oversvømmede de nederste 40 km af Berds løb efter den blev fuldført. Floden er 363 km lang (oprindeligt 416 km), med et afvandingsareal på 8.740 km². Dechargen er på 45,8 m³/s.
Floden fryser til i begyndelsen af november og er frosset til forårsflommen begynder i april.
To byer – Berdsk og Iskitim – ligger langs Berd.